# Bad Decisions (canción de Benny Blanco, BTS y Snoop Dogg)
"Bad Decisions" ("Malas decisiones" en español) es una canción del productor discográfico estadounidense Benny Blanco, la boy band surcoreana BTS y el rapero estadounidense Snoop Dogg. Fue lanzada a través de Interscope Records, Friends Keep Secrets y Joytime Collective como sencillo el 5 de agosto de 2022. La canción fue descrita como "un tema eufórico y coqueto de música de baile, en el tema los miembros de BTS y a Snoop hablan sobre un ser querido con el que quieren pasar tiempo.

## Antecedentes
En una entrevista con The A.V. Club en marzo de 2022, Snoop Dogg reveló que tenía una colaboración con BTS. En abril de 2022, mientras estaba en el backstage de American Song Contest, un programa en el que es presentador, Snoop Dogg informó a una revista, Buzz, de la finalización de sus colaboraciones en la canción. El 20 de julio de 2022, Benny Blanco desveló un calendario con las fechas de lanzamiento de los vídeos musicales de la canción en su página de Twitter. Ese mismo día, BTS publicó vídeos cómicos para promocionar la canción protagonizados por ellos mismos y por Blanco.

## Video musical
El vídeo musical oficial de "Bad Decisions" se estrenó en el canal de YouTube de Benny Blanco junto al lanzamiento de la canción el 5 de agosto de 2022. Blanco interpreta cómicamente a un superfan de BTS que se prepara para un concierto de BTS, pero el desastre ocurre cuando su tarta se estrella contra el parabrisas de su coche mientras se dirige al estadio. Una vez que llega al estadio, lo encuentra vacío: un conserje le dice que ha llegado un día antes y le cierra la puerta.